# Scalpelloidea
Famille
Les Scalpelloidea sont une super-famille d'arthropodes du sous-embranchement des crustacés cirripèdes. 

## Systématique
La super-famille des Scalpelloidea a été créée en 2021 par Benny Kwok-Kan Chan (d), Niklas Dreyer (d), Andrew Scott Gale (d), Henrik Glenner (d), Christine Ewers-Saucedo (d), Marcos Pérez-Losada (d), Gregory A. Kolbasov (d), Keith A. Crandall (d) et Jens Thorvald Høeg (d),.

## Liste des familles
Selon World Register of Marine Species (23 mai 2022) :
- † famille des Proverrucidae Newman, 1989 in Hessler & Newman, 1989
- famille des Scalpellidae Pilsbry, 1907

## Publication originale
- (en) Benny K. K. Chan, Niklas Dreyer, Andy S. Gale, Henrik Glenner, Christine Ewers-Saucedo, Marcos Pérez-Losada, Gregory A. Kolbasov, Keith A. Crandall et Jens T. Høeg, « The evolutionary diversity of barnacles, with an updated classification of fossil and living forms », Zoological Journal of the Linnean Society, Linnean Society of London et OUP, vol. 193, no 3,‎ novembre 2021, p. 789–846 (ISSN 1096-3642 et 0024-4082, OCLC 01799617, DOI 10.1093/ZOOLINNEAN/ZLAA160, lire en ligne).